# Luchtvaartuig

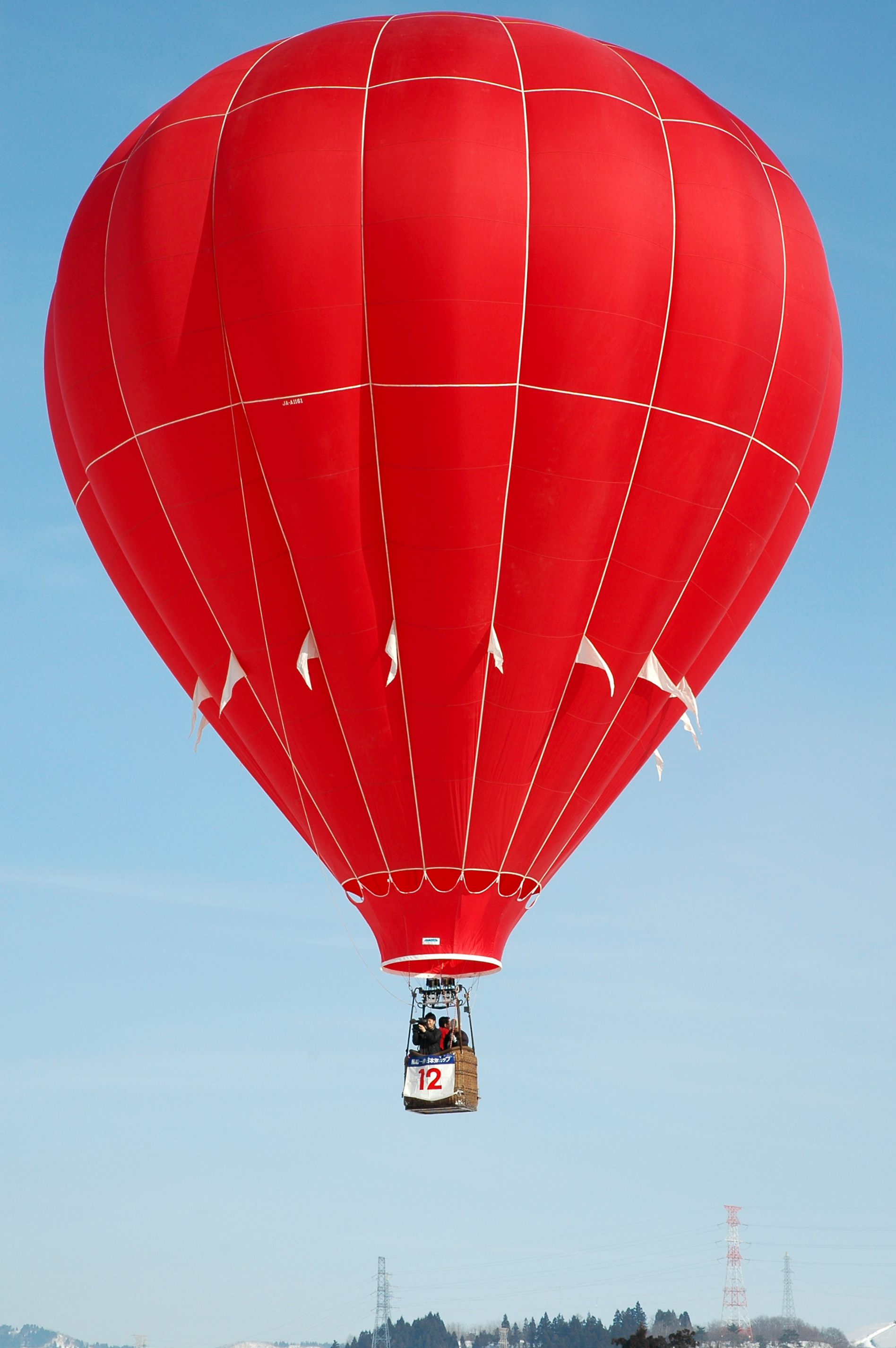
Een luchtballon

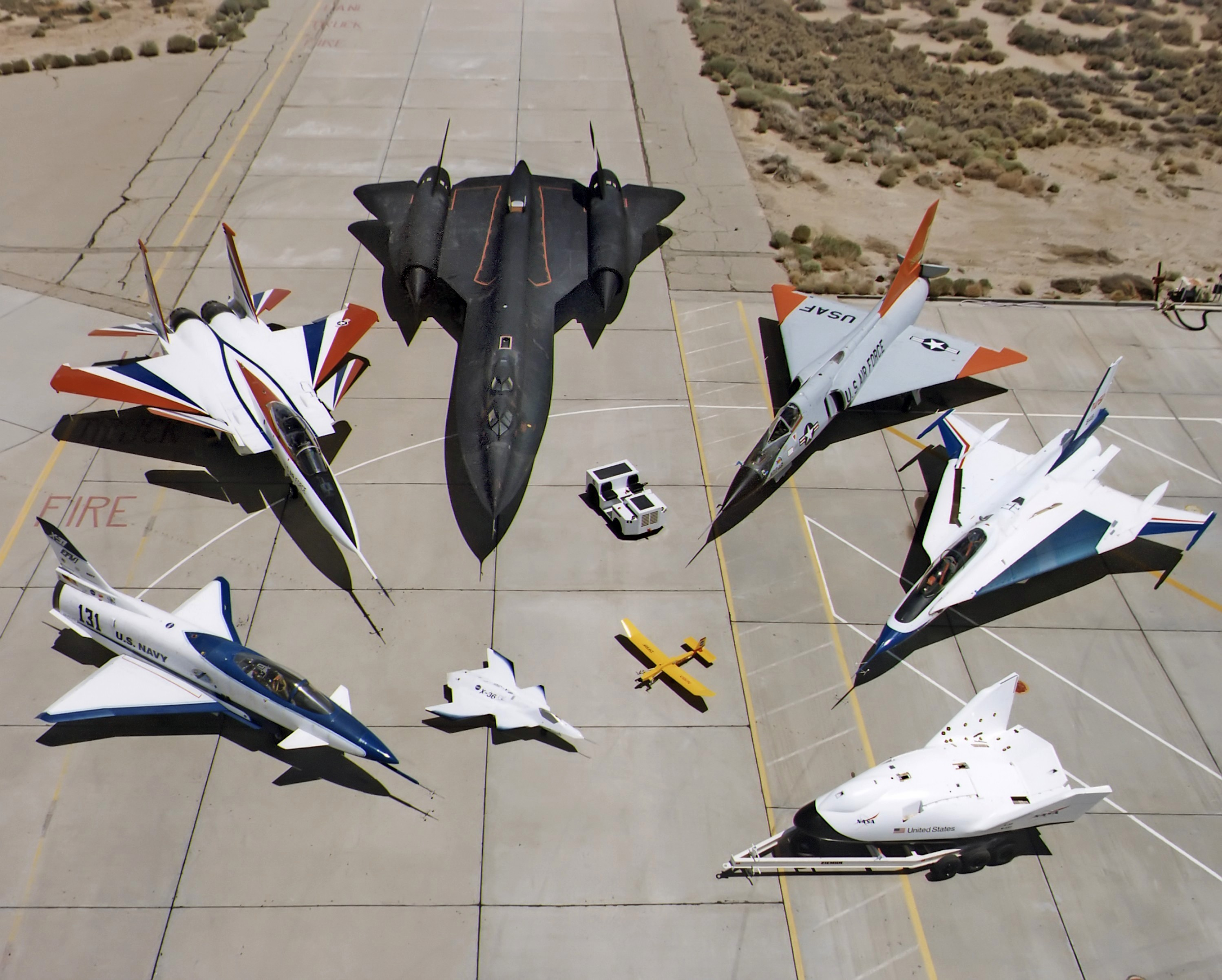
NASA testvliegtuigen

Een luchtvaartuig is een voertuig dat in staat is om zich voort te bewegen door de aardatmosfeer of door elk soort atmosfeer. Alle menselijke activiteit rondom luchtvaartuigen wordt luchtvaart genoemd. Volgens de luchtvaartwetgeving zijn er vier soorten luchtvaartuigen: vliegtuig (een helikopter is ook een vliegtuig), zweefvliegtuig, luchtschip en luchtballon.
Een raket wordt niet tot de luchtvaartuigen gerekend omdat deze niet wordt ondersteund door de lucht om het object heen.

## Soorten luchtvaartuigen

### Lichter dan lucht — aerostatisch
Aerostatische luchtvaartuigen kunnen zweven in de lucht zoals een schip op water drijft. Ze worden vaak gekenmerkt door het gebruik van een of meer grote gaszakken gevuld met een hefgas, zoals helium, waterstofgas of hete lucht. De bekendste voorbeelden van luchtvaartuigen in deze categorie zijn de luchtballon en het luchtschip (zie ook zeppelin).

### Zwaarder dan lucht — aerodynes
Aerodynes, luchtvaartuigen die zwaarder zijn dan lucht, moeten een manier hebben om lucht of gas naar beneden te duwen zodat het voertuig zelf omhoog geduwd wordt. Er zijn twee manieren om deze dynamische beweging te produceren: Aerodynamische lift door middel van de liftkracht en Powered lift door middel van Vertical Take-Off and Landing (VTOL).
Aerodynamische lift is de meeste gebruikte vorm. Deze wordt onder andere toegepast in vliegtuigen en rotorvoertuigen. De vleugels van een vliegtuig zijn zo ontworpen dat de lucht die eroverheen stroomt wanneer het vliegtuig zich voortbeweegt, naar beneden wordt geduwd. Om op te stijgen moet een luchtvaartuig dat gebruikmaakt van dynamische lift zich op grote snelheid horizontaal voortbewegen. Bij powered lift, zoals dat gebruikt wordt in VTOL-voertuigen, wordt de lucht direct naar beneden geblazen. Dit soort voertuigen kan derhalve verticaal opstijgen.

## Voortstuwing
Sommige luchtvaartuigen, zoals luchtballonnen, hebben geen vorm van motorische voortstuwing. Ze zijn afhankelijk van de wind. Wel kan men de ballon laten stijgen en dalen om de juiste windrichting op te zoeken.
De bekendste vorm van motorische voortstuwing is met een propeller. Wanneer deze wordt rondgedraaid, ontstaat er aerodynamische lift of voortstuwing naar voren.
Een ander bekend voorbeeld van motorische voortstuwing is de turbofan. Deze zorgt voor voortstuwing door lucht op te zuigen, te verbranden met brandstof in een verbrandingskamer, en vervolgens de uitlaatgassen op hoge snelheid uit de achterkant van de motor te laten schieten.

## Classificatie naar gebruik
Het grootste onderscheid in luchtvaartuigen wordt gemaakt tussen militair luchtvaartuig, en burgerluchtvaartuig. Binnen die tweede groep is echter nog een aantal subgroepen te onderscheiden. Zo zijn er commerciële luchtvaartuigen, maar ook privé-luchtvaartuigen.